# Augochlorella stenothoracica
Augochlorella stenothoracica is een vliesvleugelig insect uit de familie Halictidae. De wetenschappelijke naam van de soort is voor het eerst geldig gepubliceerd in 2004 door Coelho.